# نظرية الموثوقية

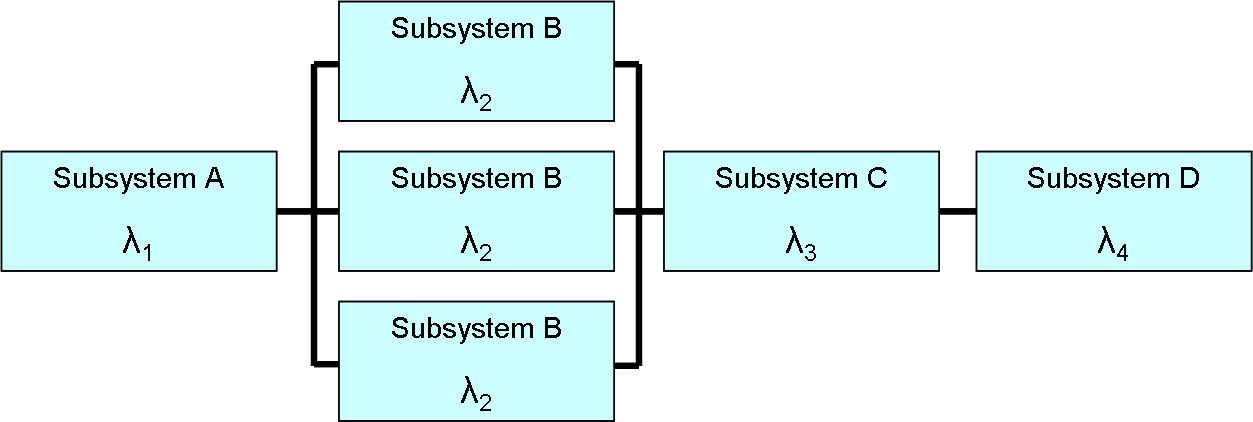

نظرية الموثوقية وتوصف قدرة النظام على إتمام المهمة المسئول عنها في وقت معين . وهي من إحدي دعائم الهندسة . التي تساعد على تحسين عمل الأنظمة وتقليل فرص فشلها، ومن هذه الأنظمة الطائرات، المسرعات الخطية، وأي منتج آخر . وقد تم تطويرها باستخدام الاحتمالات والإحصاء .
وقد كانت تستخدم في القرن التاسع عشر في مجال الملاحة البحرية ومجال التأمين على الحياة مقابل مبالغ مالية من عملائها . وحتي اليوم ما زال لفظي معدل الفشل ومعدل الخطر . وبالمثل تستخدم هذه النظرية في حالات فشل الأجهزة الميكانيكية مثل السفن والقطارات والسيارات .
النماذج الإحصائية المناسبة لأي من هذه المواضيع تسمي نماذج «وقت الوصول للحدث» , وتسمي حالات الفشل أو الموت بالحدث، والهدف من تلك العملية هي التنبؤ بمعدل الحدث لإعطاء السكان أو الأفراد احتمال حدوث الأمر بنسبة دقيقة .

## الموثوقية الهيكلية
الموثوقية الهيكلية هي دراسة تطبيق نظرية الموثوقية على الهياكل و المباني. في هذا المجال، تتم نمذجة الأحمال والمقاومات باستخدام التوزيعات الاحتمالية.

## وصلات خارجية
- Prognostics Journal

s an open access journal that provides an international forum for the electronic publication of original research and industrial experience articles in all areas of systems reliability and prognostics.
- Gavrilov LA, Gavrilova NS (December 2001)

"The reliability theory of aging and longevity"
- Reliability and availability basics
- System Reliability and Availability
- reliability database